# Runi Rodahl
Runi Andersen Rodal (ur. 11 grudnia 1965) – norweska zapaśniczka walcząca w stylu wolnym. Brązowa medalistka mistrzostw Europy w 1988 roku.